# Moorgate
Moorgate er en gade i City of London. Den strækker sig nordover fra Bank of England til grænsen til Islington, og udgør første del af hovedvejen A501 ud af London. Gaden blev anlagt ved midten af 1800-tallet. 
Moorgate var oprindelig en af porterne i Londons bymur, og fik sit navn efter Moorfields, som var et af de sidste ubebyggede områder i City. Moorgate var en af London Walls mindre porte, og blev revet ned i 1762. I dag er Moorgate en del af Londons finanscentrum, og flere store banker og finanshuse ligger her. 
Moorgate har også givet navn til Moorgate Station.
51°31′03″N 0°05′19″V / 51.5175°N 0.088611111111111°V